# الباتارک
الباتارک (به اسپانیایی: Albatàrrec) یک شهرستان در اسپانیا است که در کاتالونیا واقع شده‌است.

## خصوصیات
الباتارک ۱۰٫۵ کیلومترمربع مساحت و ۱٬۷۴۹ نفر جمعیت دارد و ۱۴۷ متر بالاتر از سطح دریا واقع شده‌است.